# Vaporetto
 (juin 2013).
Si vous disposez d'ouvrages ou d'articles de référence ou si vous connaissez des sites web de qualité traitant du thème abordé ici, merci de compléter l'article en donnant les références utiles à sa vérifiabilité et en les liant à la section « Notes et références ».
Pour l’article homonyme, voir Vaporetto de Lyon.
Ne doit pas être confondu avec Nettoyeur à vapeur.

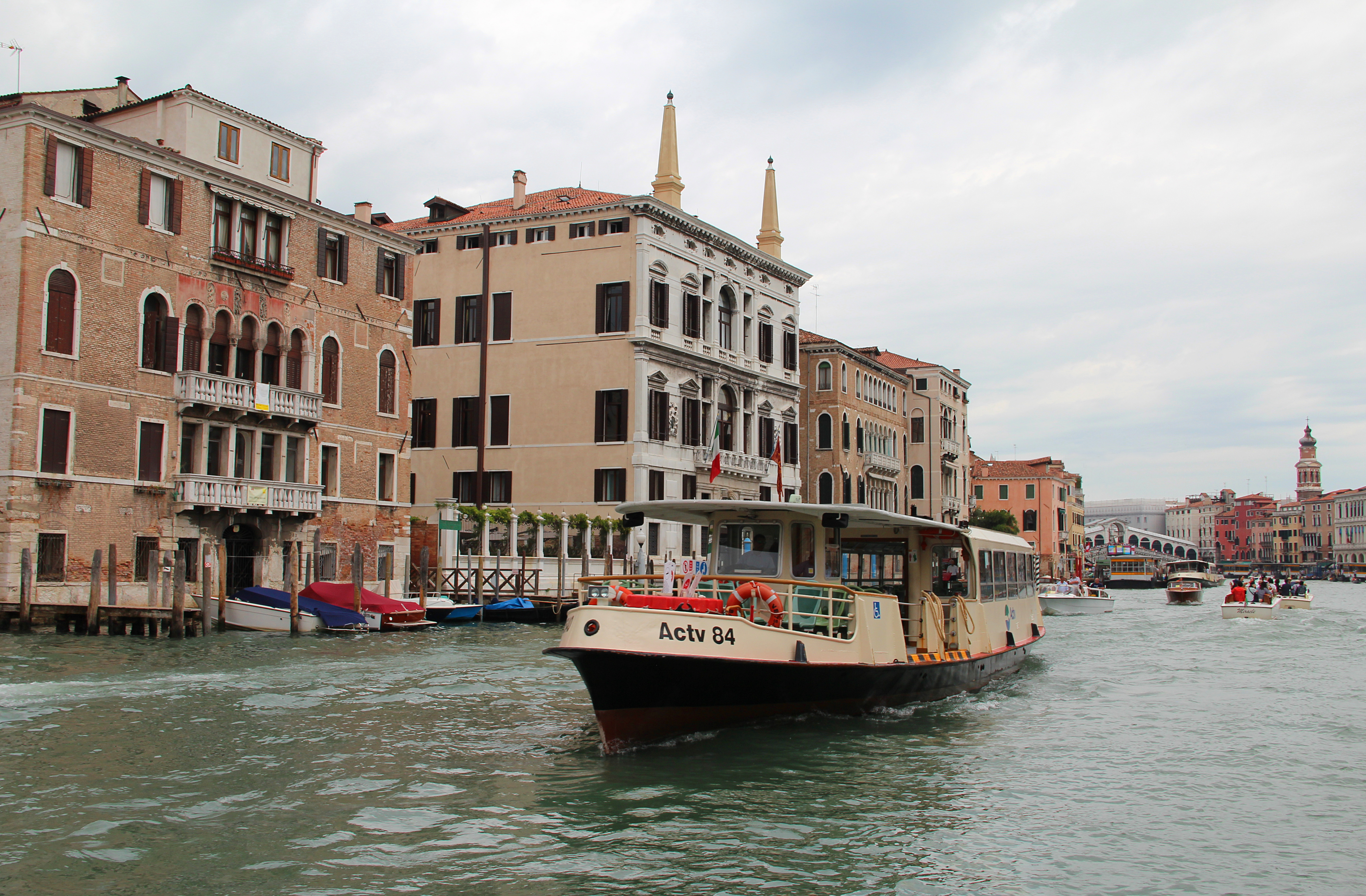
Vaporetto naviguant dans le Grand Canal à Venise.

Le vaporetto est un bateau-bus utilisé essentiellement à Venise en Italie. 
Compte tenu du caractère très particulier de la ville de Venise où les canaux remplacent les rues habituelles, les vaporettos sont utilisés comme moyen de transport public ou Canal Bus, véritables autobus de ligne maritimes. Pour se rendre sur les différentes îles autour de Venise, il n'y a pas d'autre solution que le bateau.
Ils sont exploités par la société publique Azienda Consorzio Trasporti Veneziano (ACTV).
Même s’ils sont équipés aujourd’hui de moteurs diesel, les vaporettos conservent dans leur nom le vestige du temps de la navigation à vapeur à l'époque où les premiers d'entre eux (achetés à une société française qui les exploitait sur la Seine à Paris) sillonnèrent la lagune au début du XXe siècle. Par la suite, les vaporettos furent construits pendant quelque temps à Nantes, avant de rejoindre Venise par la mer.

## Histoire
Le premier bateau baptisé « vaporetto », appartenant à l'ACTV, le Regina Margherita, a été introduit en 11 juin 1881 sur la lagune de Venise, à l'occasion du Congrès international de géographie, afin d'assurer les transports en commun sur le Grand Canal, ce qui ne tarda pas à déclencher une grève des gondoliers. 
Il fut construit à Nantes par le chantier Paul Oriolle (situé sur l'actuelle île de Nantes), pour le compte d'un certain Frédéric Williams, entrepreneur fortuné, né en 1848 à Billancourt, fondateur de la compagnie de navigation de la Basse-Loire, auquel était associé Alexandre Finella, un entrepreneur vénitien.
Cette embarcation à vapeur en tôle rivetée, d'une longueur de 20 m, d'un tirant d'eau de 90 cm et dotée d'un moteur de 50 CV, fut suivie de six autres navires identiques construits jusqu'en 1882. 
De nos jours, en 2021, la quasi-totalité des vaporettos de Venise appartiennent à l'ACTV, qui gère l'ensemble du réseau de transports en commun de l'agglomération vénitienne y compris la partie sur la terre ferme de la ville de Mestre. L'ACTV dispose d'un parc de 597 autobus, 152 embarcations et transporte plus de 180 millions de passagers par an.

## Les vaporetti de la série 80

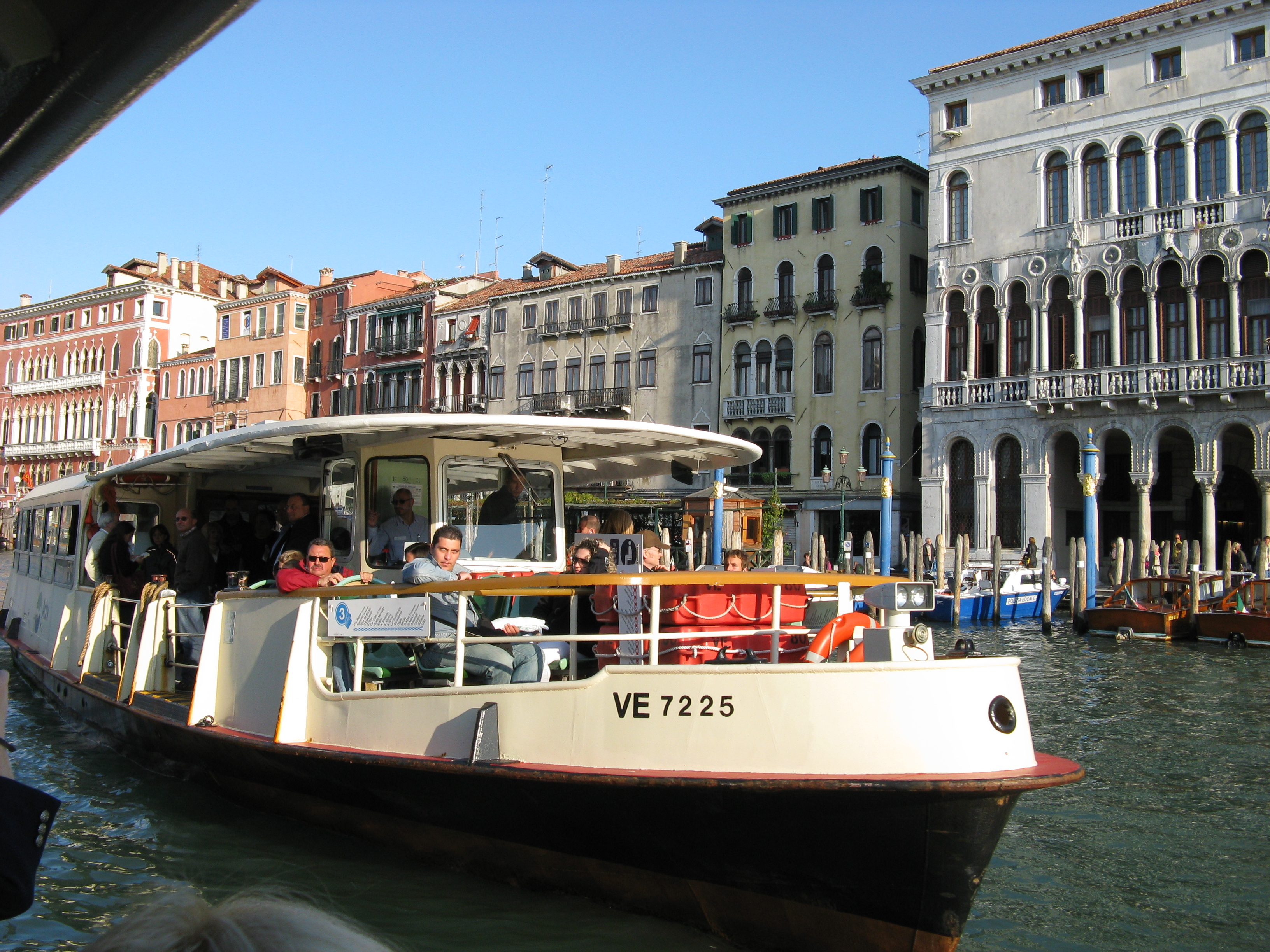
Le vaporetto numéro 80, premier vaporetto de la série 80 (1974)

De 1974 à 1988, les premiers vaporetti de l'ère moderne, dotés de moteurs diesel furent livrés à l'ACTV. Ils furent numérotés de 80 à 99 et ensuite de 1 à 18. Les séries 80 disposent d'une plateforme passagers sur la proue du navire.

## La génération 90 des vaporettos

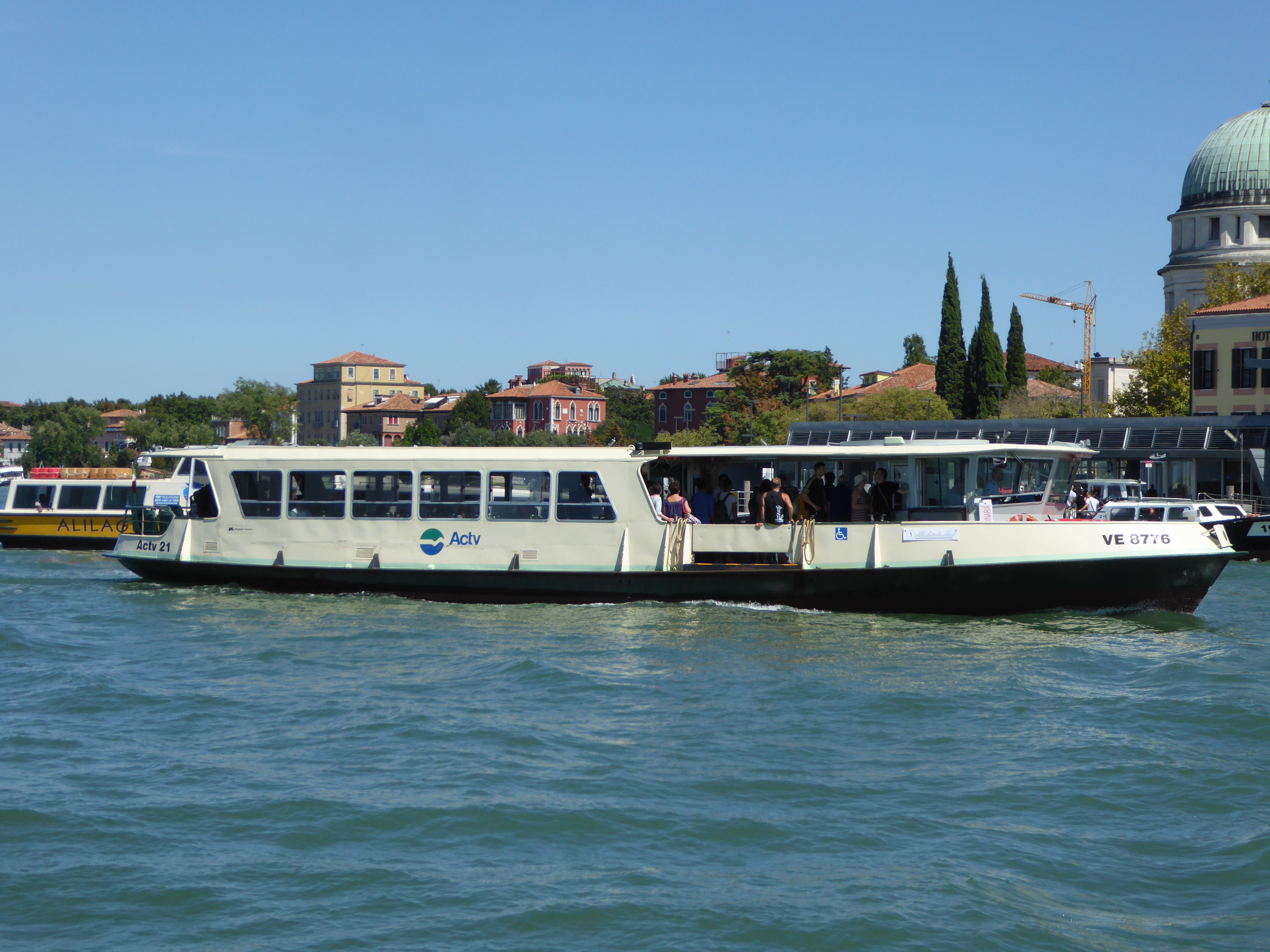
Un vaporetto « Série 90 »

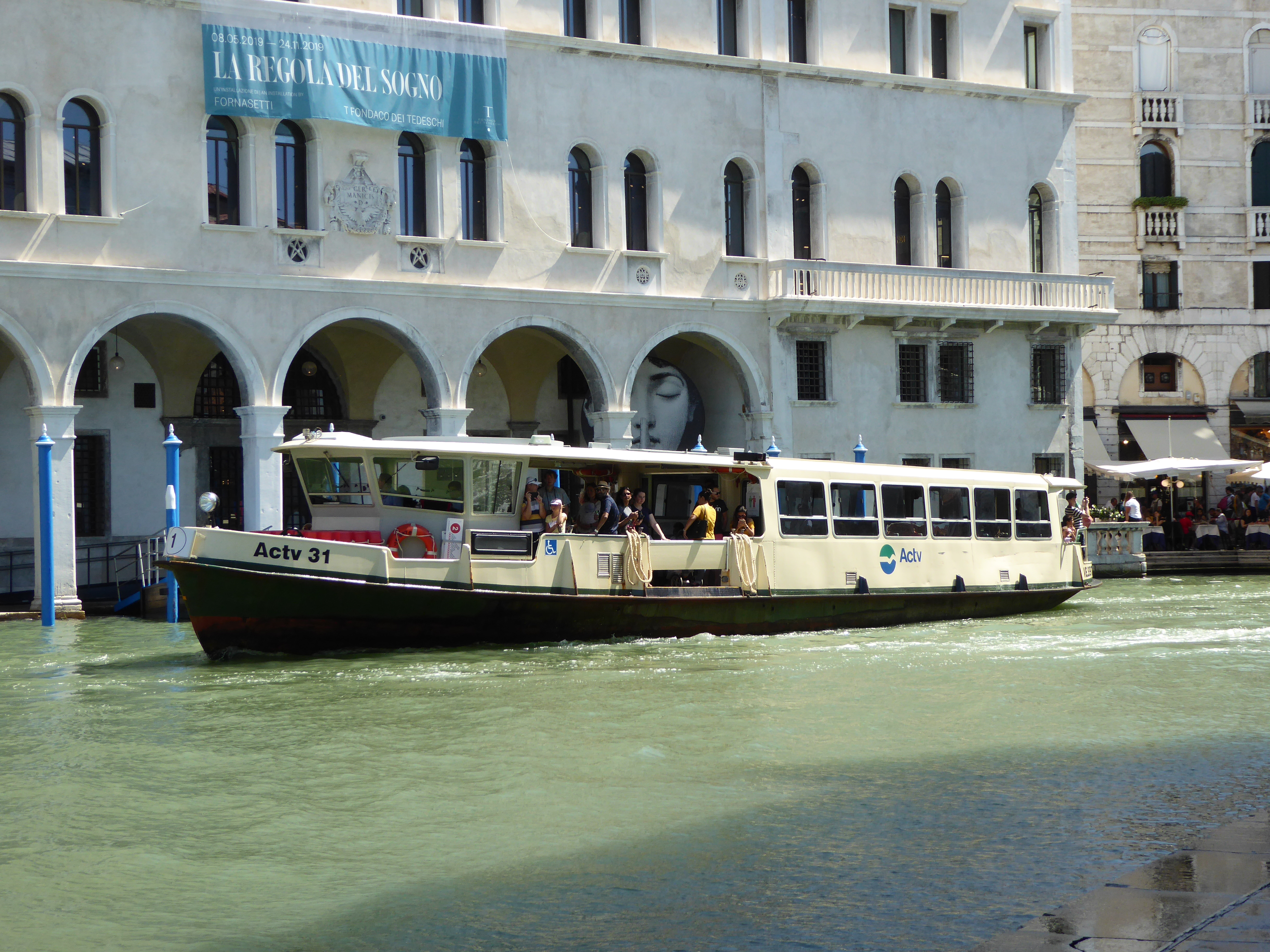
Un vaporetto de la « série 100 »

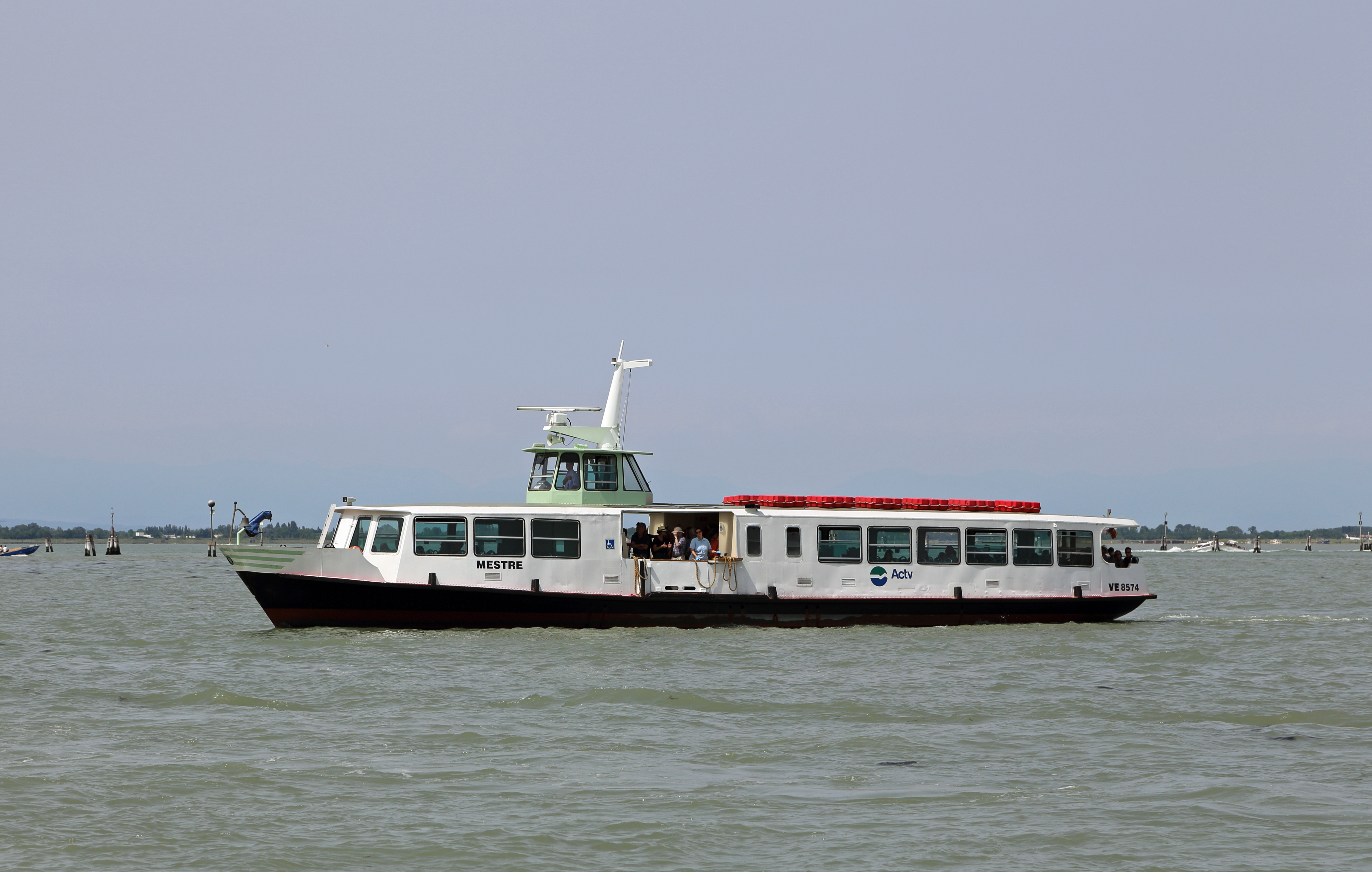
Le foraneo Mestre (1993)

À la fin des années 1990, l'ACTV s'est dotée d'une nouvelle génération de navires, baptisée « Série 90 ». Les coques ont été conçues afin de sillonner les canaux de la lagune tout en limitant le déplacement d'eau et en supprimant les vagues. Les vagues incessantes qui venaient frapper les fondations des bâtiments étaient la source principale des dégâts causés aux monuments de Venise. Contrairement aux séries 80, ils ne disposent pas de plateforme passagers sur la proue. Ils furent numérotés de 19 à 27.

### Caractéristiques
- Longueur hors tout : 23,93 m
- Largeur : 4,22 m
- Hauteur totale : 1,90 m
- Tonnage brut : 25 tonnes
- Capacité de transport : 210 passagers dont handicapés : 6
- Équipage : 2 personnes
- Système de propulsion : 1 moteur Fiat-Aifo de 147 kW connecté au système azimutal Schottel SRP 110
- Constructeur : Cantieri De Poli Pellestrina - Venise
- Catégorie : Stella 100 A.1.1. Spécial de navigation locale dans la lagune de Venise
- Coût unitaire : 1,1 milliard de lires (550 000 euros)
- Année de construction : 1999/2000

La série 90 fut suivie par la série 100, plus moderne et numérotée de 28 à 32 et la série 110 numérotée 40 à 49.

## Foranei
Entre 1974 et 1981 furent construits des Foranei - série 80, numérotés 33 à 36. Ils ont une cabine de pilotage surélevée et ont les instruments de navigation pour se hasarder dans la laguna par gros temps. Ils disposent d'une cabine passagers fermée sur la proue et ont une capacité de 230 passagers.
En 1993, les foranei Mestre et Treviso furent construits. Ils offrent une capacité de 277 passagers.
Entre 1999 et 2001 furent construits des foranei permettant de transporter jusque 330 passagers. Ils ne furent pas numérotés mais ont reçu des noms de baptême : Ruggero G (1999), Venezia 1,2,3,4,5, Vignole, S.Erasmo (2000) et Mazzorbo (2001).

## Vaporetto à hydrogène
Le projet a été élaboré en 2006 et c'est en décembre 2008 que la maquette du premier vaporetto à pile à combustible à hydrogène, baptisé « Vision », a vu le jour à Venise. Le plan soutenu par le ministère italien du Développement économique 2015, concernant la « mobilité renouvelable », se concrétise, sous la direction des sociétés Fincantieri e Ansaldo.
« Vision » est un navire électrique disposant d'une propre source de production d'énergie à l'hydrogène et en électricité photovoltaïque, produite par des panneaux placés sur le toit, qui doit contribuer à résoudre le problème de la pollution atmosphérique de la lagune de Venise provoquée par les moteurs diesel mais aussi par la réduction radicale des mouvements d'eau des embarcations qui endommagent gravement les fondations des palais de la « Serenissima ». « Vision » ne doit pas être plus pénalisant qu'une gondole.
Le projet est financé à hauteur de 12 millions d'euros sur 3 ans à partir du mois de février 2009. En 2012, Fincantieri lance la construction de 12 vaporettos qui sont livrés en 2013, dont le coût unitaire est estimé à 2 millions d'euros. Le projet « Vision » pourrait également être adapté à la navigation sur les canaux milanais comme toute autre zone lacustre mondiale.
Pour favoriser ce projet, Enel a lancé la construction à Porto Marghera, à côté de Venise, d'une centrale électrique à hydrogène, dans le cadre de son projet Hydrogen Park, qui représente une composante importante dans la reconversion du pôle chimique Montedison de Marghera vers les technologies propres.

## Vaporetto électrique
L’« économie verte » a fait ses débuts sur la lagune vénitienne. Le 16 décembre 2010, le premier vaporetto électrique, ou hybride, a été mis en service régulier.
Baptisé « Energia », ce bateau appartient à l'armateur Alilaguna, la principale entreprise privée de transport public sur la lagune de Venise. 30 % du capital d'Alilaguna est détenu par  ACTV et 70 % est réparti entre de très nombreuses actionnaires vénitiens, les opérateurs touristiques et la coopérative de taxis. Cette société a été créée en 1999 et assure la gestion de six lignes, quasiment toutes à partir de l'aéroport Venise Marco Polo. Elle dispose de plus de 30 bateaux et transporte plus de 500 000 passagers par an.
Le navire hybride « Energie » a été entièrement conçu et fabriqué à Venise par les chantiers navals Vizianello, qui se sont spécialisés depuis longtemps dans les techniques moins polluantes écologiques et d'avenir.
La caractéristique principale du bateau est son silence absolu de fonctionnement. C'est une grande nouveauté pour les Vénitiens habitués au bruit des moteurs lors des accostages. Maintenant ils n'entendent plus que le clapotis des vagues sur la coque.
Le bateau dispose de deux moteurs. Un moteur traditionnel diesel de marque Iveco pour assurer les trajets extérieurs à la lagune, là où la vitesse doit être élevée, ce qui lui permet de recharger en partie les batteries, qui ne doivent être reliées au réseau normal à quai qu'une seule fois par jour. Un moteur électrique et son système de batteries qui dispose d'une autonomie de 10 heures minimum avec une puissance de 40 kW, le minimum réglementaire pour manœuvrer dans la lagune en toute sécurité dans le flux des bateaux qui sillonnent les canaux vénitiens, gondoles, barges, et autres embarcations.

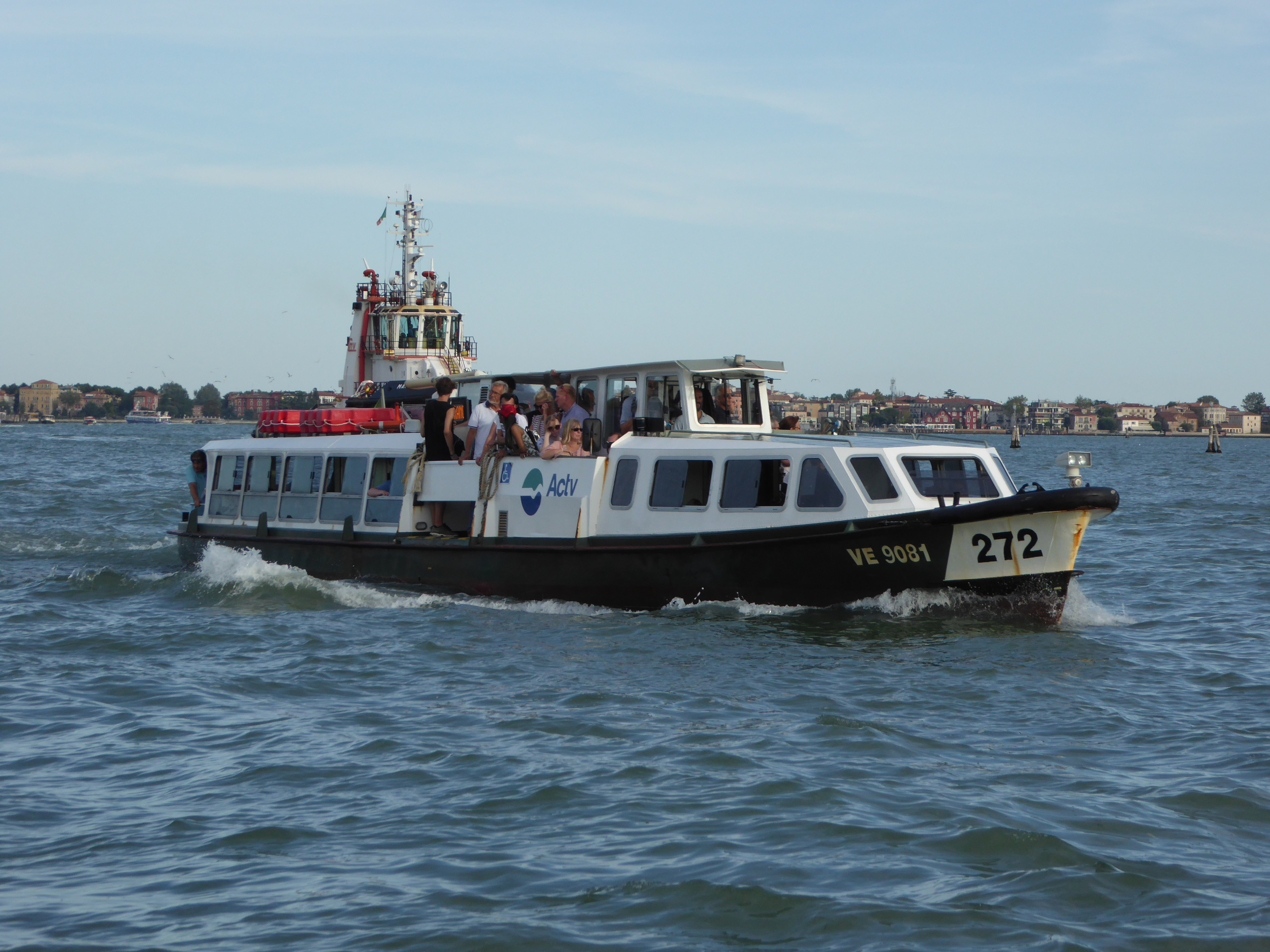
Motoscafo de classe 10.

Ce premier exemplaire a coûté 500 000 euros et assure la liaison régulière entre le pont Rialto, sur le Canal Grande, jusqu'à l'aéroport Marco Polo. Lors de la cérémonie d'inauguration, le maire de Venise, Giorgio Orsoni, a confirmé que « l'alimentation électrique est destinée à devenir la règle absolue sur tous les canaux de la ville, l'objectif est de n'accorder des licences de taxis maritimes qu'aux propriétaires de bateaux électriques. »

## Vedettes rapides: les motoscafi
Sur des lignes circulaires ou périphériques, l'ACTV utilise des vedettes rapides. Ces motoscafi de classe 8 (#190-223), 9 (#230) et 10 (#266+) ont suivi dès 1964 la génération des classe 7 Lanza (#171-179).

## Influences
Les navettes maritimes de la rade de Toulon relient depuis 1984 cette ville à ses voisines St-Mandrier et La Seyne aux mêmes tarifs et fréquences que les autobus terrestres de cette agglomération. À Lyon, le nouveau ferry inauguré en avril 2012 transporte des passagers sur la Saône et porte le nom commercial de Vaporetto de Lyon.

Les vaporetti de Lyon sur la Saône et de la rade de Toulon
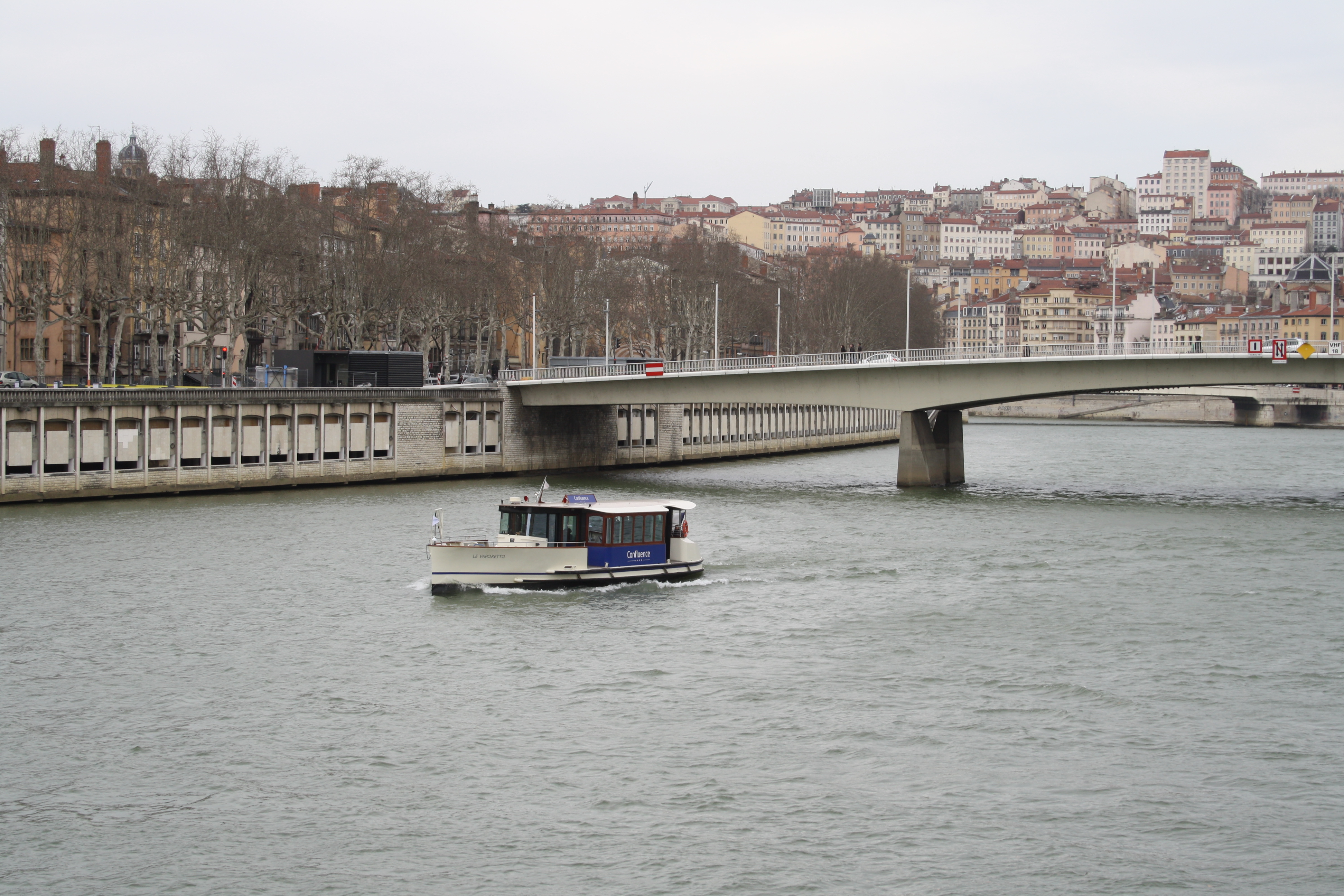
Le vaporetto…
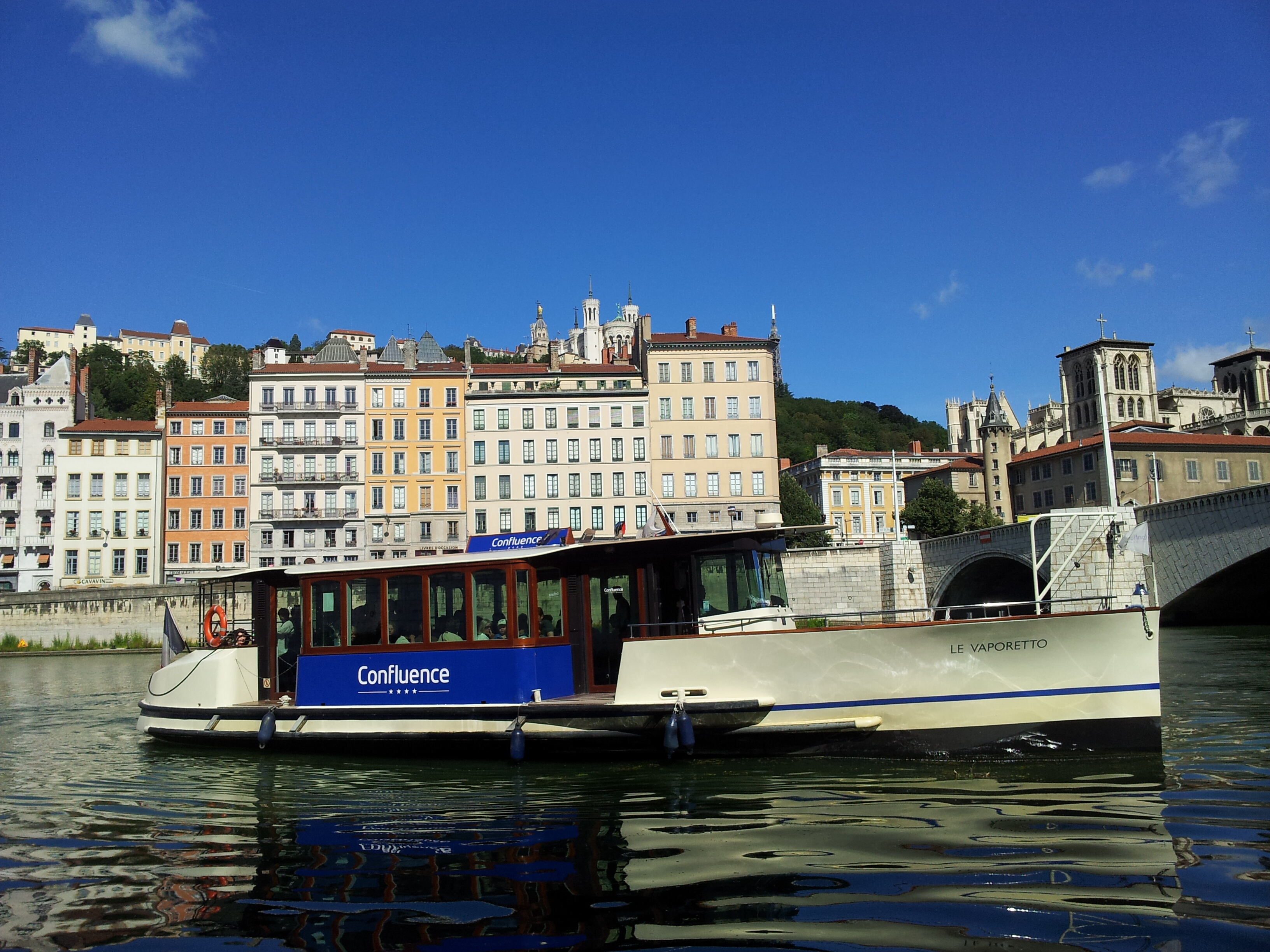
…de Lyon sur la Saône.
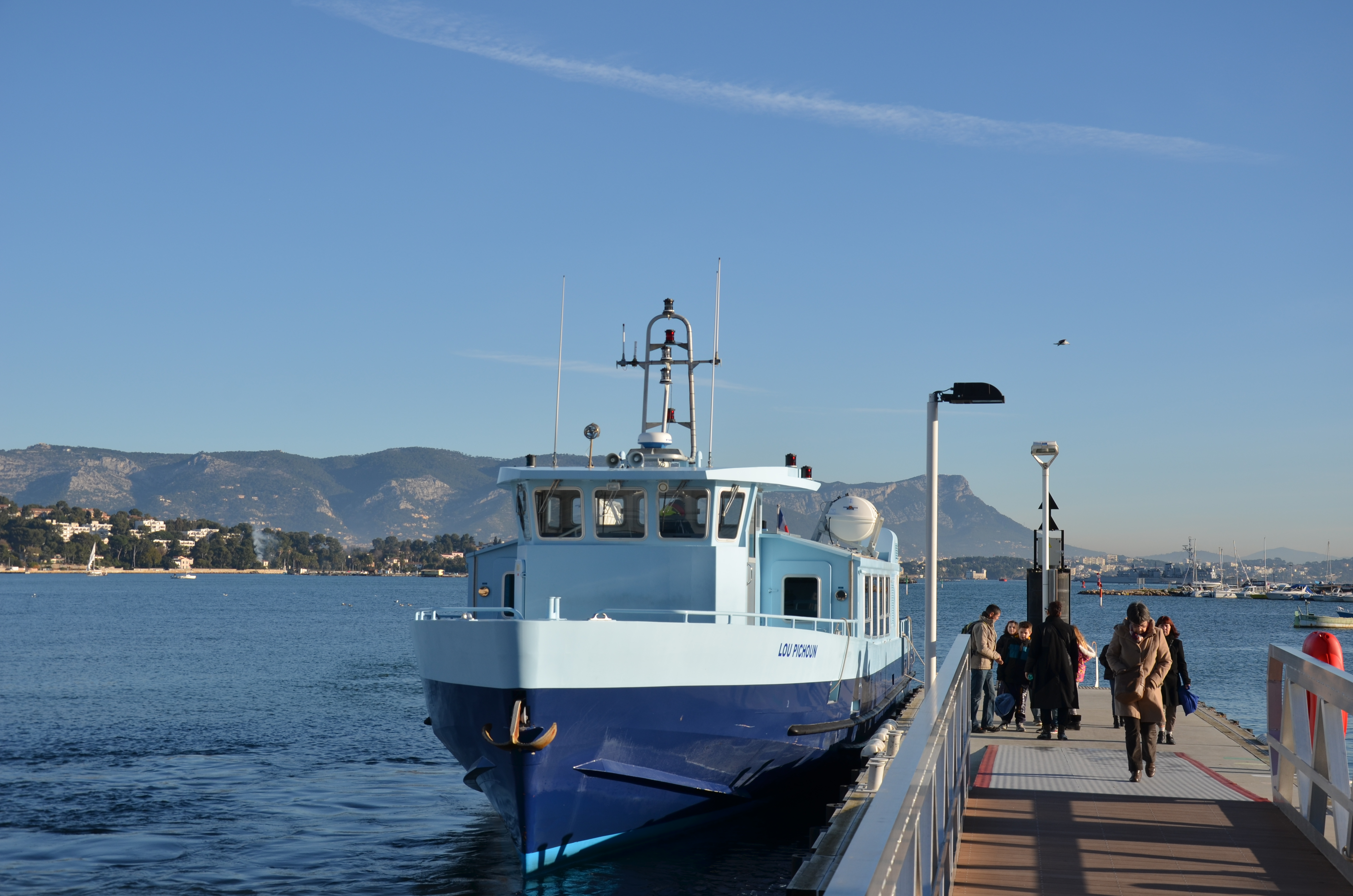
Une station des navettes maritimes de la rade de Toulon.
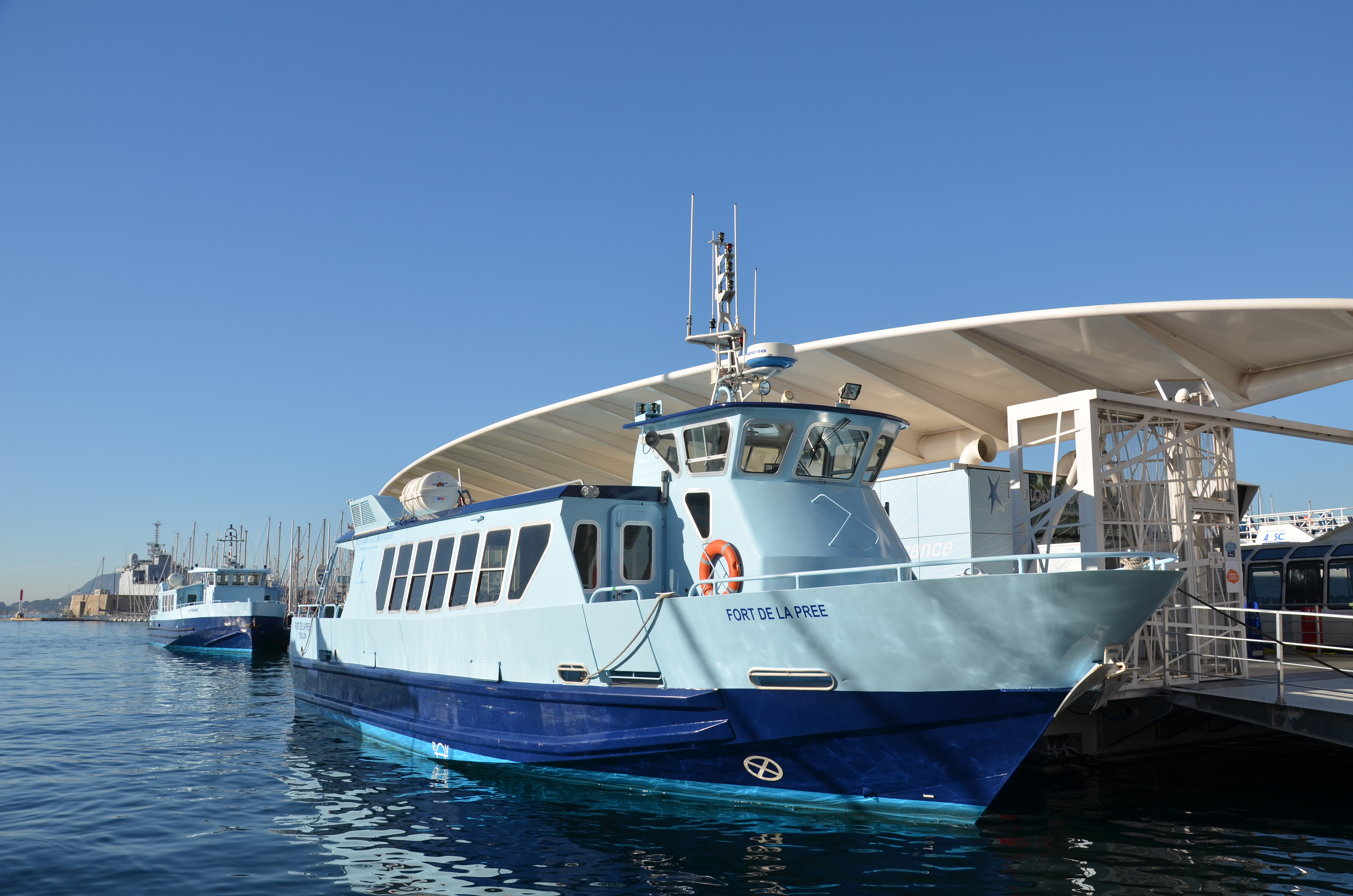
Ponton toulonnais des navettes maritimes.